# Отношения Гвинеи-Бисау и Кабо-Верде
Отношения Гвинеи-Бисау и Кабо-Верде — двусторонние дипломатические отношения между Гвинеей-Бисау и Кабо-Верде. Государства являются членами Содружества португалоязычных стран и Организации Объединённых Наций.
Кабо-Верде — островное государство примерно в 900 км к северо-западу от Гвинеи-Бисау, прибрежной западноафриканской страны. Государства были колониями Португальской империи, вместе выступали за независимость с планом последующего объединения, который, однако, не был реализован.

## История
Материковая территория современной Гвинеи-Бисау, находящаяся ранее под контролем Португалии, первоначально называлась «Гвине-де-Кабо-Верде». Кабо-Верде был местом транзита для работорговли из Гвинеи-Бисау в Америку. Из Португальского Кабо-Верде многие колониальные чиновники переезжали на материковую часть Португальской Гвинеи и составляли три четверти государственных служащих.
Кабо-Верде и Гвинея-Бисау вместе боролись за независимость от Португалии, начиная с 1956 года Африканская партия независимости Гвинеи и Кабо-Верде (ПАИГК) под руководством Амилкара Кабрала. Элита Кабо-Верде возглавила антиколониальное движение в Португальской Гвинее. Идеология единства являлась основой политики Амилкара Кабрала по освобождению Африки, ион сам был выходцем из Кабо-Верде. Призыв к единству был отчасти тактикой, призванной избежать независимости Гвинеи-Бисау без Кабо-Верде, поскольку последний имел более тесные связи с Португалией. Затем ПАИГК вела войну за независимость Гвинеи-Бисау (часть более масштабной Колониальной войны Португалии) и провозгласила независимость в 1973 году, которая была признана в сентябре 1974 года. Кабо-Верде присоединился к Гвинее-Бисау в борьбе за независимость от Португалии, но боевых действий на его территории не велось и 5 июля 1975 года территория получила независимость, после Революции гвоздик в апреле 1974 года в Португалии. Первым президентом Кабо-Верде стал Аристидиш Перейра из ПАИГК. Оба государства планировали объединиться и это было записано в конституциях. ПАИГК рассматривала их как «братские народы» с «двумя телами и одним сердцем», у стран был общий флаг и национальный гимн.
Однако, элиты Кабо-Верде выступали против объединения, обострились конституционные и правовые разногласия, а торговля между государствами была незначительной. 14 ноября 1980 года в результате государственного переворота, совершенного Жуаном Бернарду Виейрой против «иностранных агентов» метисов, было свергнуто правительство Луиша Кабрала (сводного брата Амилкара) в Гвинее-Бисау, что привело к сворачиванию программы по объединению в Кабо-Верде под руководством Педру Пиреша 20 января 1981 года и формированию правящей Африканской партии независимости Кабо-Верде (ПАИКВ).
С 1980 по 2000 год, во время президентства Жуана Бернарду Виейры в Гвинее-Бисау, страны мало контактировали между собой. В Гвинее-Бисау наблюдались бедность населения и периоды насилия, в то время как Кабо-Верде был относительно стабильным государством. Гвинея-Бисау, как и другие «неприсоединившиеся» африканские государства, была ближе к Советскому Союзу, в то время как Кабо-Верде, номинально марксистская, развивала отношения со странами Запада из-за зависимости от импорта продовольствия после засухи. Дипломатические отношения между странами были восстановлены после встречи президентов в июне 1982 года, а в июле 1983 года Гвинея-Бисау приняла посла Кабо-Верде.
После того, как на Кабо-Верде в 1990 году была введена многопартийная политика, победившее Движение за демократию изменило флаг и национальный гимн, чтобы они не были похожи на флаг Гвинеи-Бисау. Государства являются членами-основателями Содружества португалоязычных стран в 1996 году, Африканского союза и Экономического сообщества западноафриканских государств (ЭКОВАС).
Во время гражданской войны в Гвинее-Бисау (1998—1999), спровоцированной репрессиями против сенегальских сепаратистов в Гвинее-Бисау, Кабо-Верде призвал к выводу войск из Сенегала и Гвинеи из Гвинеи-Бисау, чтобы поддержать там Жуана Бернарду Виейры. Кабо-Верде также выступила против просьбы Жуана Бернарду Виейры к ЭКОВАС направить миротворцев. Кабо-Верде принял беженцев из Гвинеи-Бисау и помог заключить мирное соглашение, а министр иностранных дел Кабо-Верде председательствовал на переговорах на борту португальского военного корабля, что привело к подписанию соглашения о прекращении огня. Президент Кабо-Верде Педру Пиреш также выступал посредником во время президентской кампании 2005 года в Гвинее-Бисау и после убийства Жуана Виейры в 2009 году.
Отношения улучшились после избрания президентом Малама Бакая Санья в Гвинее-Бисау в 2009 году. Воздушное сообщение между странами осуществляется силами Cabo Verde Airlines, которое было приостановлено после переворота в апреле 2012 года в Гвинее-Бисау, было восстановлено в июне 2015 года во время визита премьер-министра Кабо-Верде Жозе Мария Невеша в Бисау для встречи с Домингушем Симойншом Перейрой, обсуждения экономических вопросов и деловых отношений. Последний раз Жозе Мария Невеш посещал Гвинею-Бисау в 2011 году. В сентябре 2011 года страны подписали соглашение об избежании двойного налогообложения.

## Культурные связи
В Кабо-Верде и Гвинее-Бисау португальский язык является официальным языком, а португальский креольский язык криоулу является признанным языком.
Уроженцы Кабо-Верде, проживающие в Гвинее-Бисау сформировали Associacao dos Filhos e Descendentes de Cabo Verde, а жители Гвинеи-Бисау на Кабо-Верде, численность которых составляет около 9000 человек, сформировали Associacao dos Guineeneses Residentes em Cabo Verde. Несмотря на их общий язык и культуру, иммигрантов из Гвинеи-Бисау часто рассматривают как «манджаков», уничижительный термин, используемый для выходцев из континентальной Африки, а легализация уроженцев Гвинеи-Бисау на Кабо-Верде долгое время откладывалась.

## Дипломатические представительства
- Кабо-Верде имеет посольство в Бисау[9].
- У Гвинеи-Бисау имеется посольство в Прае[10].